# Maladera juntongi
Maladera juntongi (лат.) — вид пластинчатоусых жуков рода Maladera из подсемейства хрущей (Scarabaeidae).

## Распространение
Китай.

## Описание
Пластинчатоусые жуки среднего размера. Тело продолговато-овальное, темно-коричневое, усики желтоватые, поверхность тусклая, лаброклипеус блестящий, голый. Лаброклипеус широкий и субтрапециевидный, наиболее широкий в основании, боковые края почти прямые и сходятся кпереди, передние углы сильно закруглены, передний край слабо выемчатый посередине; края умеренно отогнутые; боковой край и угол глазного дна образуют нечеткий угол; поверхность плоская, с нечётким продольным возвышением за передним краем, грубо и густо пунктированная, голая; лобный шов отчетливо рассечен, расположен под углом кнутри; гладкая область перед глазами выпуклая. Длина тела: 10,2—11,9 мм, длина надкрылий: 7,8—8,9 мм, ширина: 6,6—6,8 мм. Усики 10-члениковые, булава самцов 3-члениковая. Личинки, предположительно, как и у близких видов, живут в почве, питаются корнями растений.

## Систематика и этимология
Вид был впервые описан в 2021 году по материалам из Китая. Наиболее близок к виду Maladera hongkongica (по форме эдеагуса), от которого отличается строением гениталий (левая парамера много уже). Название нового вида дано в честь коллектора типовой серии Lang Juntong.